# Dengeki Comic Gao!
Monthly Dengeki Comic Gao! (月刊電撃コミックガオ!, Gekkan Dengeki Komikku Gao!), também conhecida como Dengeki Gao!, foi uma revista de mangá shōnen japonesa,  que continha, principalmente, informações sobre mangás e séries que apresentavam personagens bishōjo. Foi publicada entre dezembro de 1992 e fevereiro de 2008 pela MediaWorks. O Gao no título da revista é uma forma infantil para o som Grr. Muitos mangás serializados na Dengeki Comic Gao! foram adaptados em light novels publicadas através da Dengeki Bunko da MediaWorks. A revista era vendida mensalmente no vigésimo sétimo dia.
A última edição, intitulada Gao! The Final!! (ガオ！THEファイナル!!, Gao! THE Fainaru!!), foi vendida em 27 de fevereiro de 2008, com a maioria dos títulos serializados nos seus capítulos finais, enquanto outros continuaram a ser publicados na revista Dengeki Daioh da MediaWorks.

## Lista de títulos serializados
| - + Anima - A Real Dragon - Allison - Baccano! 1931 The Grand Punk Railroad - Best Student Council - Blue Drop - Bokusatsu Tenshi Dokuro-chan - Burst Angel - Cosplay Koromo-chan - Dark Edge - DearS - Dokkoida - Eat-Man - Ef: A Fairy Tale of the Two. - Fortune Quest - Getsumento Heiki Mina - Hanbun no Tsuki ga Noboru Sora - Haunted Junction - Hikkatsu! Strike a Blow to Vivify - Honoka Lv. Up - Hurrah! Sailor - Inukami! - Kaze no Hana - Kemeko Deluxe! | - Knights - Leviathan - Nanatsuiro Drops Pure!! - Oku-sama wa Mahō Shōjo: Bewitched Agnes - Omishi Magical Theater: Risky Safety - Pita Ten - Popokan - Prism Palette - Release - Shadows of Spawn - Sorcerer Hunters - Speed Grapher - Stray Little Devil - Tengen Toppa Gurren-Lagann - Those Who Hunt Elves - Tokimeki Memorial Only Love - Toradora! - Ultimate Girls - Venus Versus Virus - Wagaya no Oinari-sama. - Watashitachi no Tamura-kun - We Are -Cruel Angels- |